# شهرستان قاخ
قاخ (به لاتین: Qax، به گرجی: კახის რაიონი، به ساخوری: Къахын район) نام بخشی در شمال جمهوری آذربایجان است. این بخش با گرجستان و داغستان روسیه هم‌مرز است.

## آب و هوا
به سبب قرار گرفتن در دامنه‌های رشته‌کوه قفقاز، این بخش دارای آب و هوای معتدل ولی در زمستان سرد است. رطوبت هوا در این بخش تقریباً زیاد است و این امر در کنار خاک حاصلخیز منطقه باعث رونق بخش کشاورزی نیز شده است.

## نگارخانه

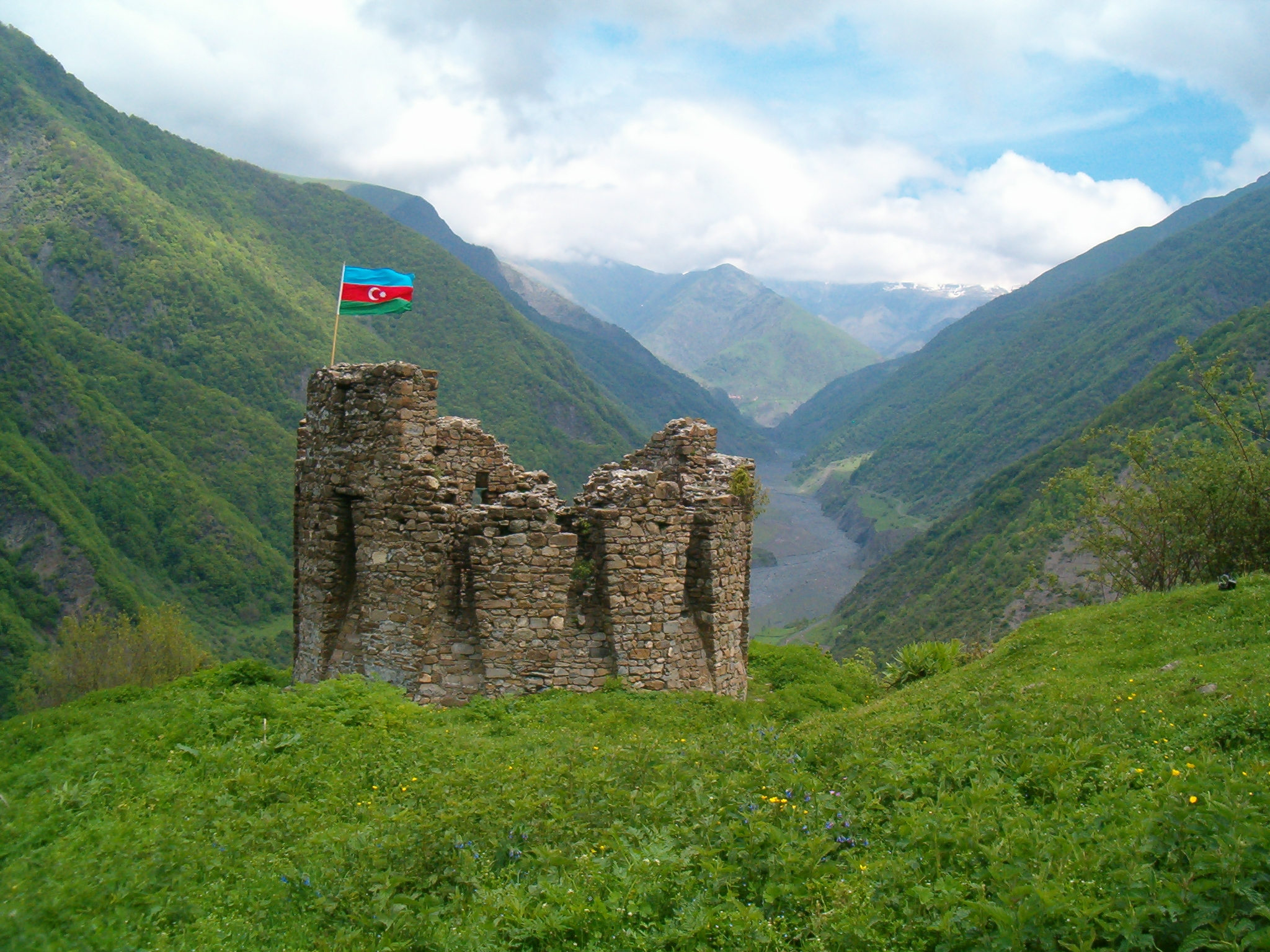
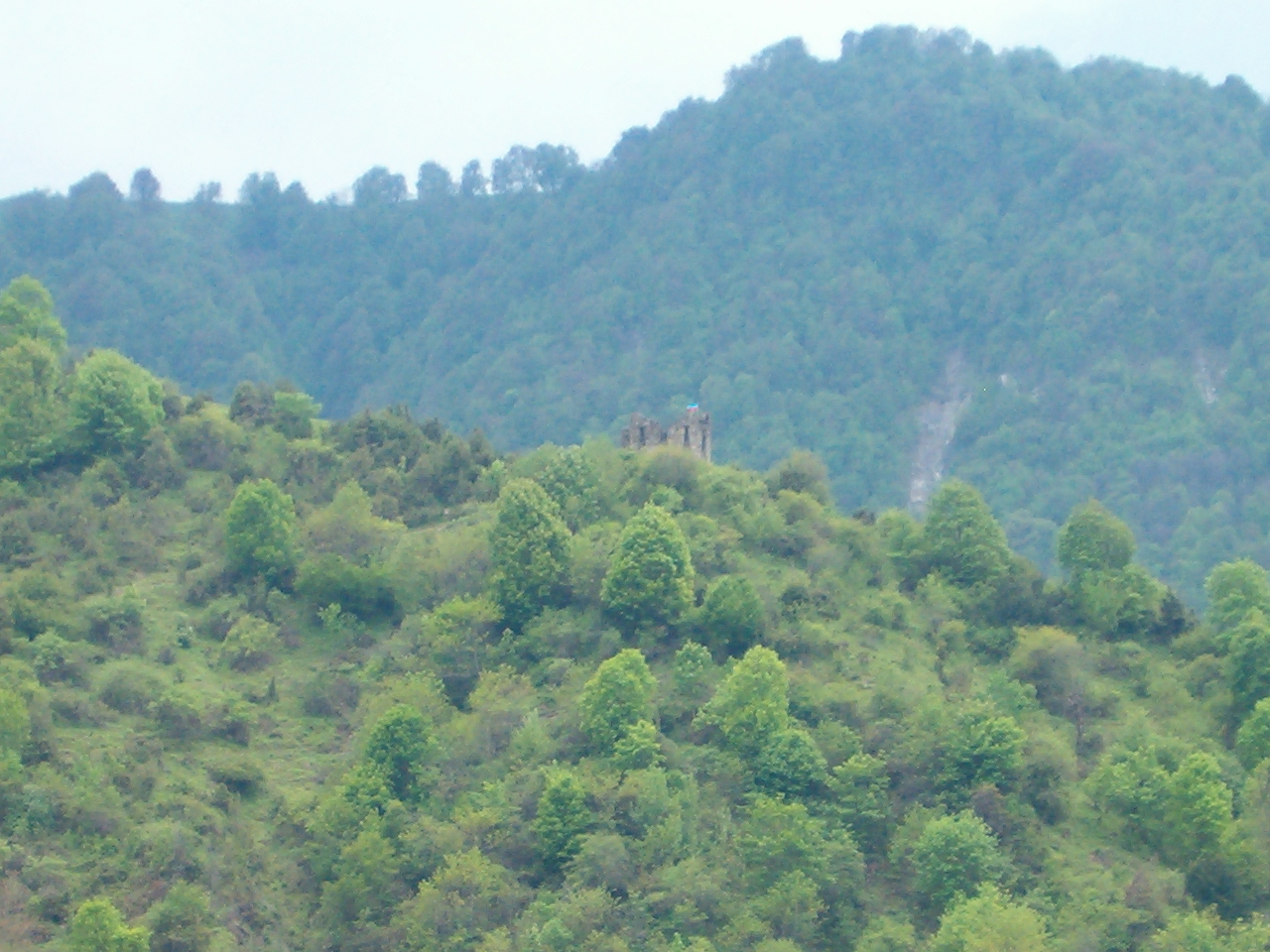
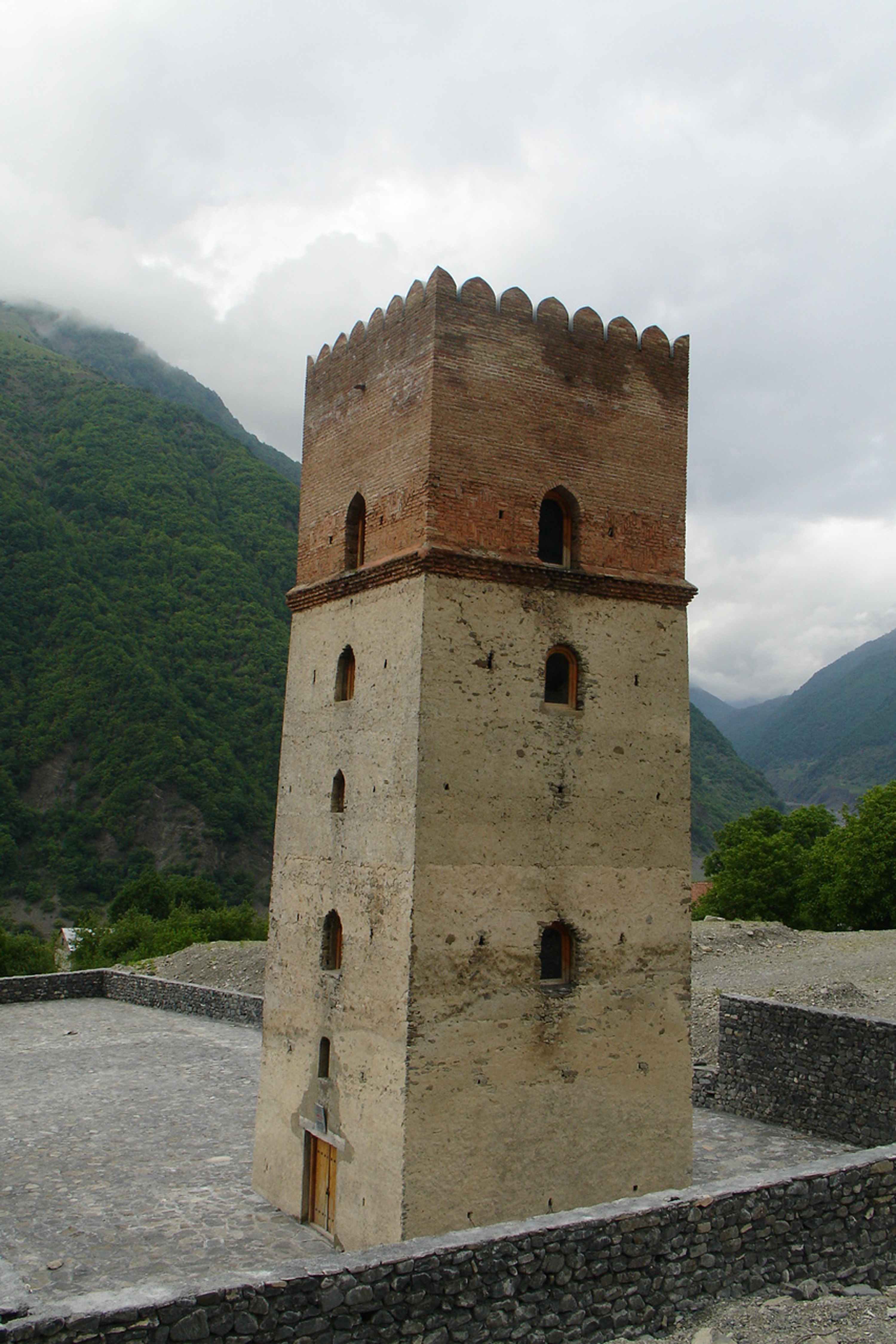
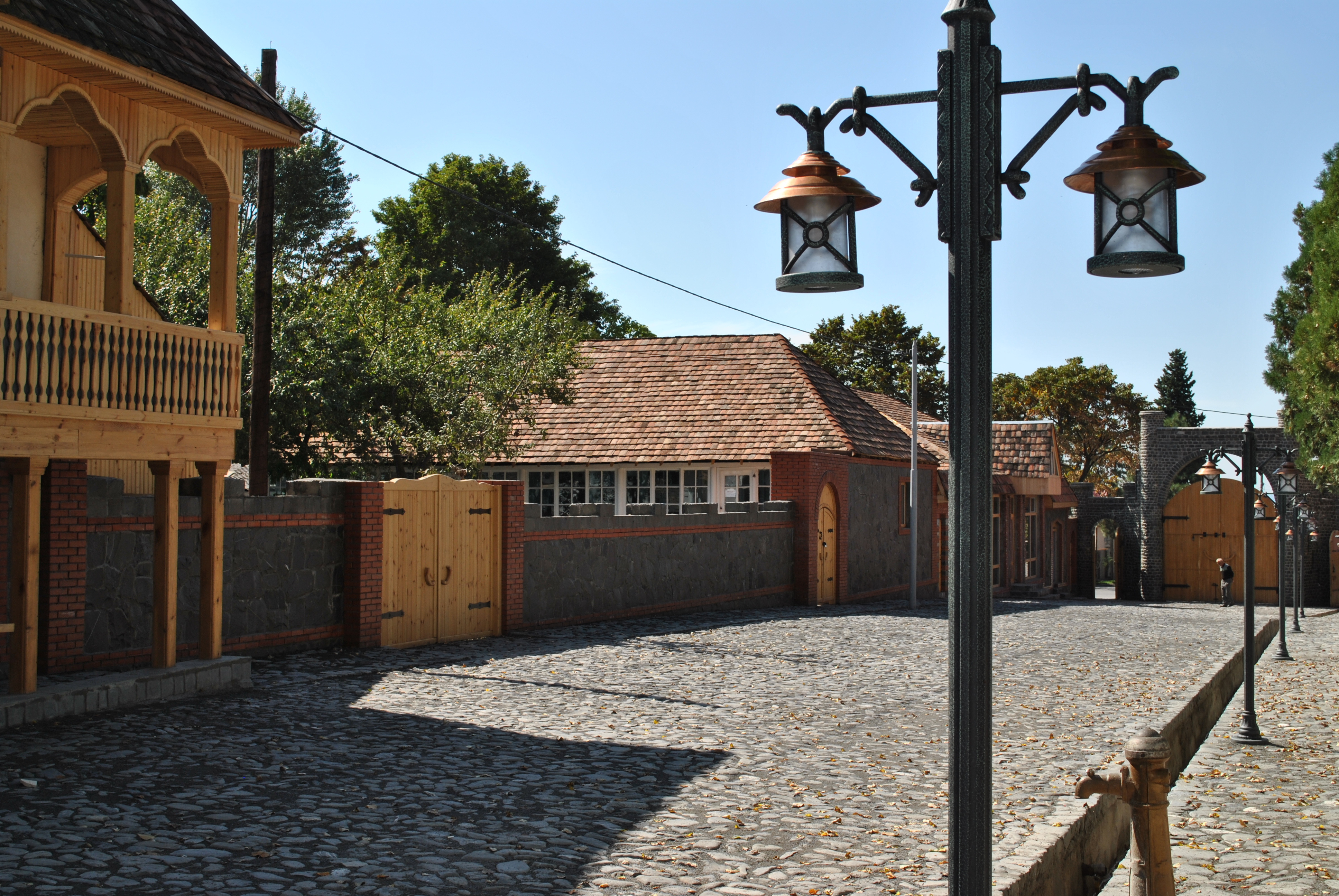
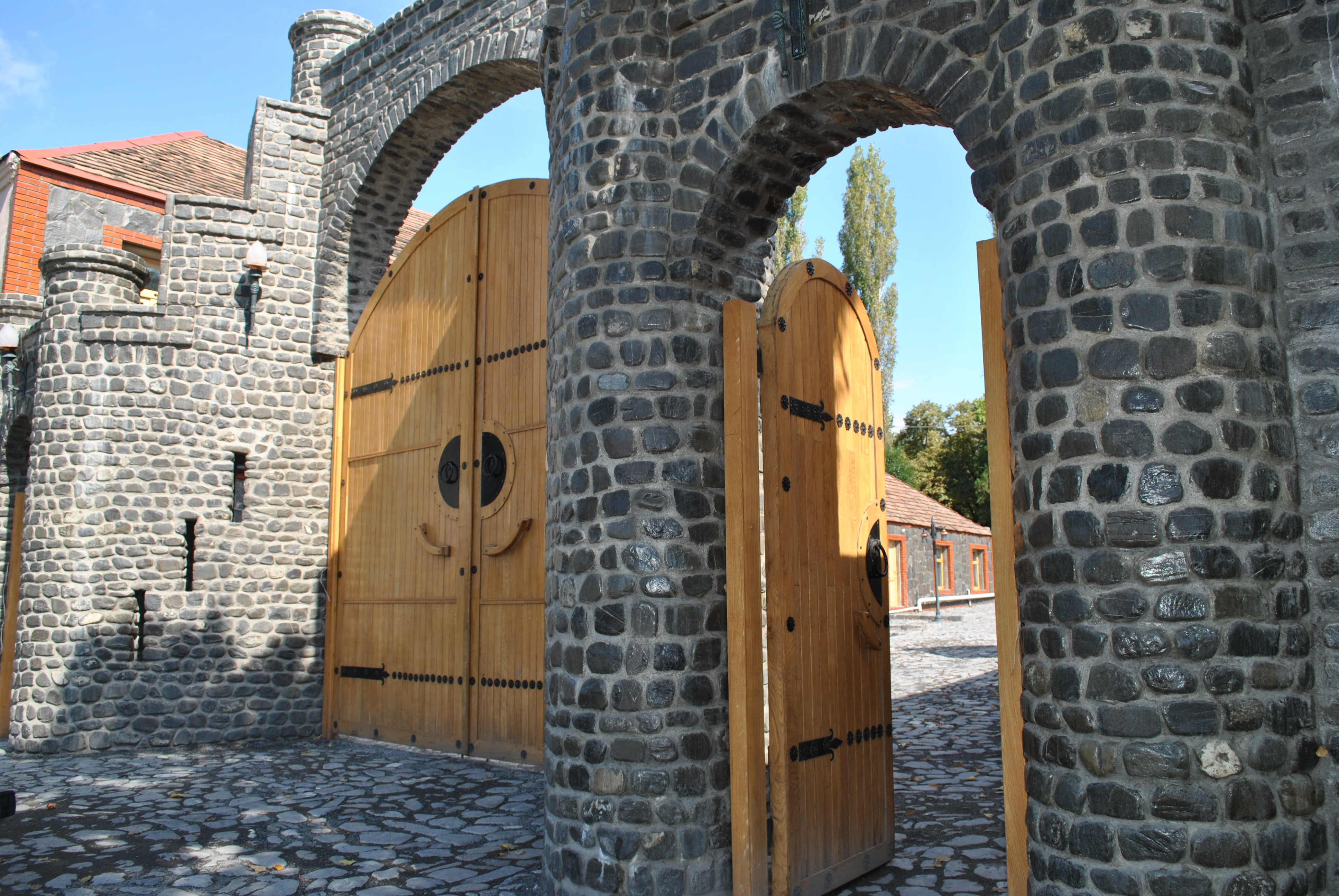
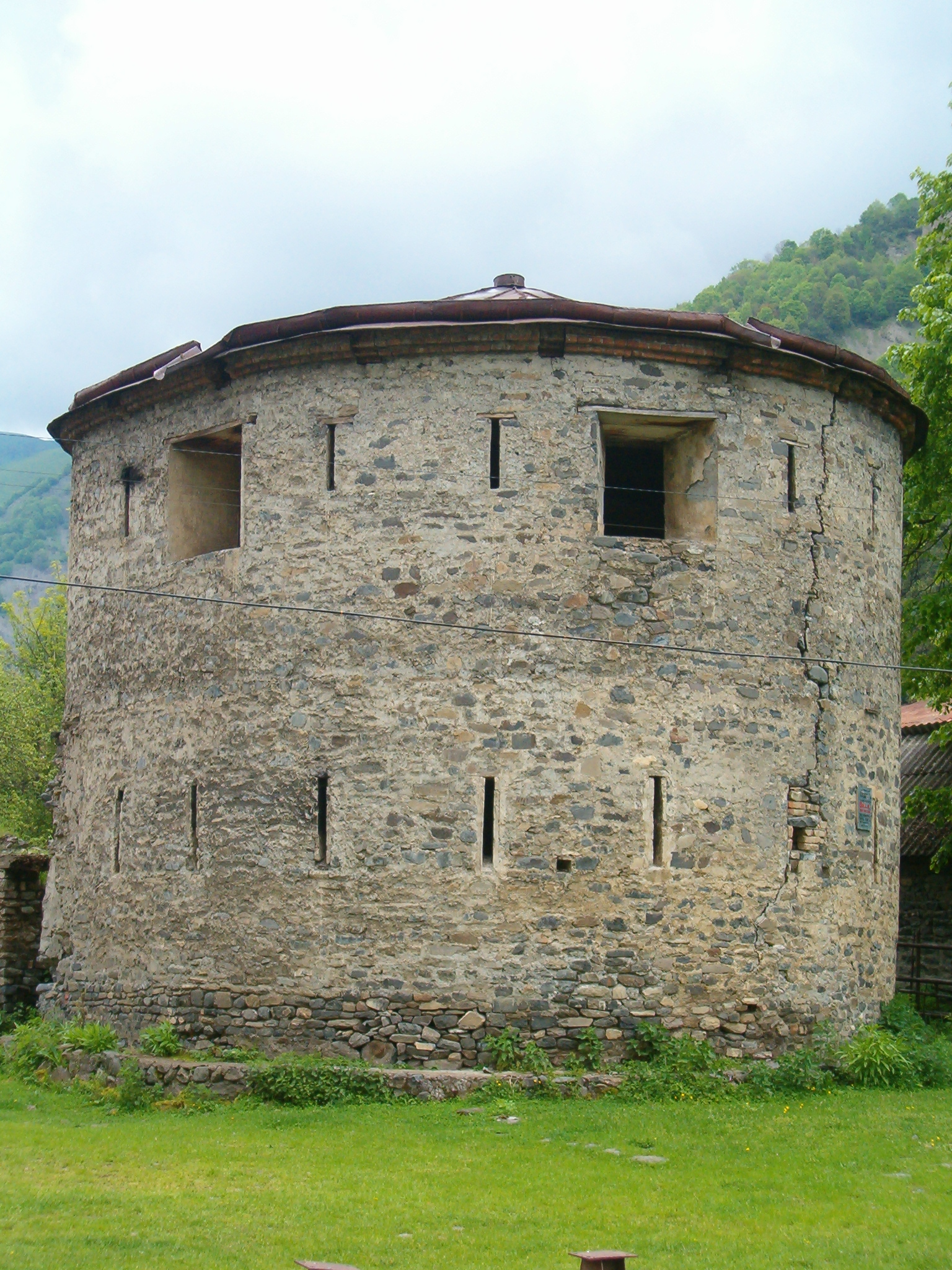
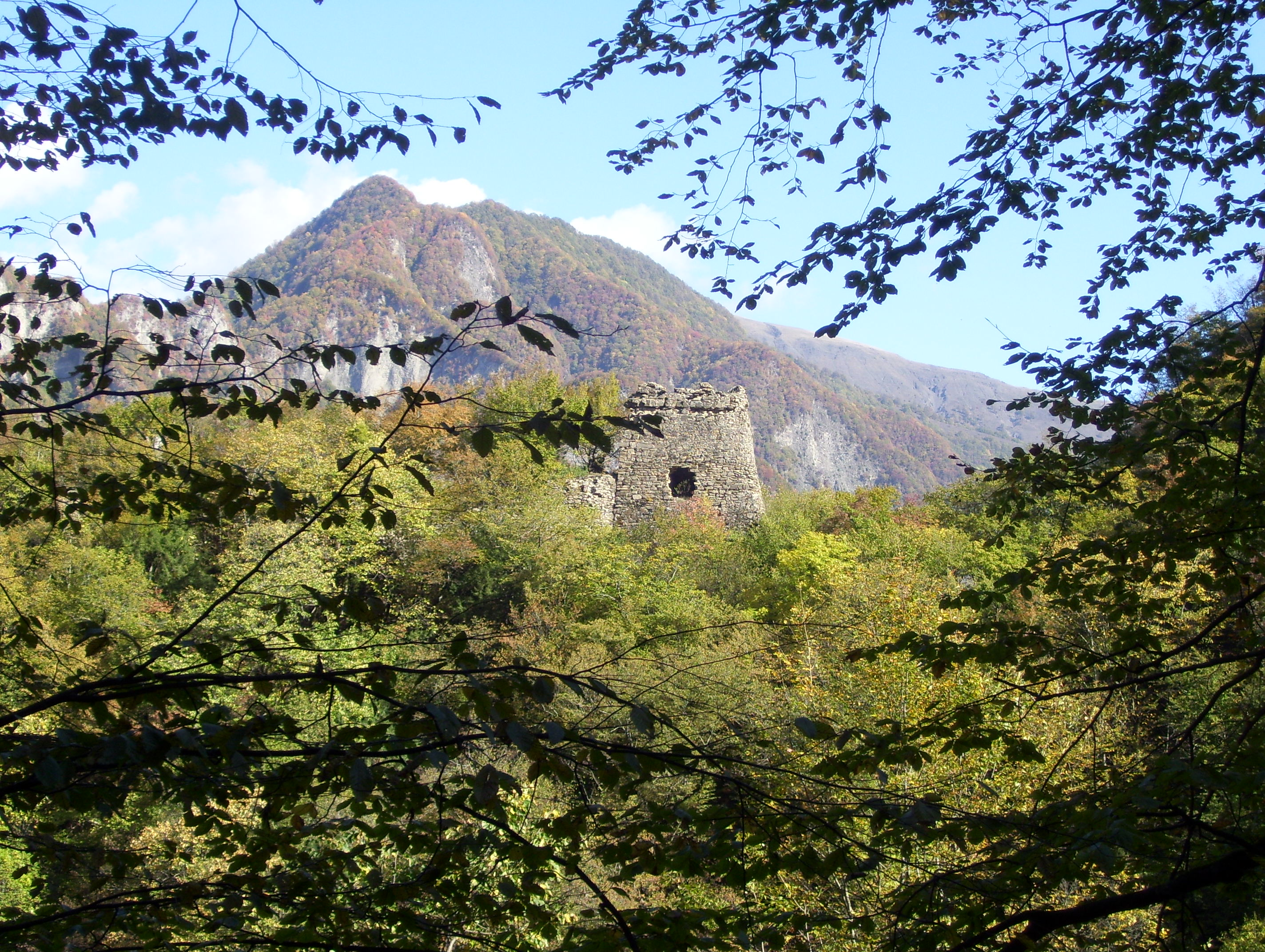
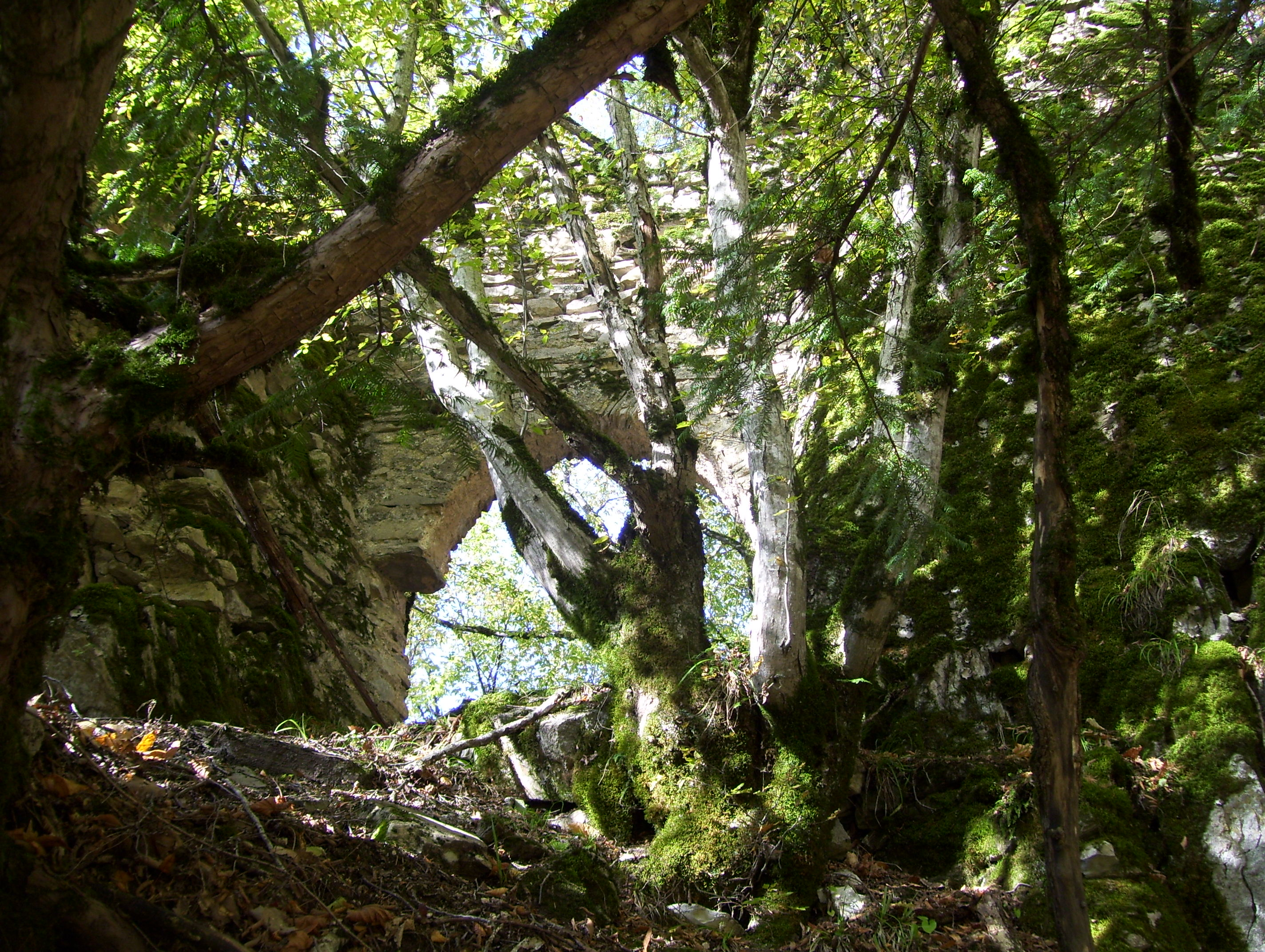
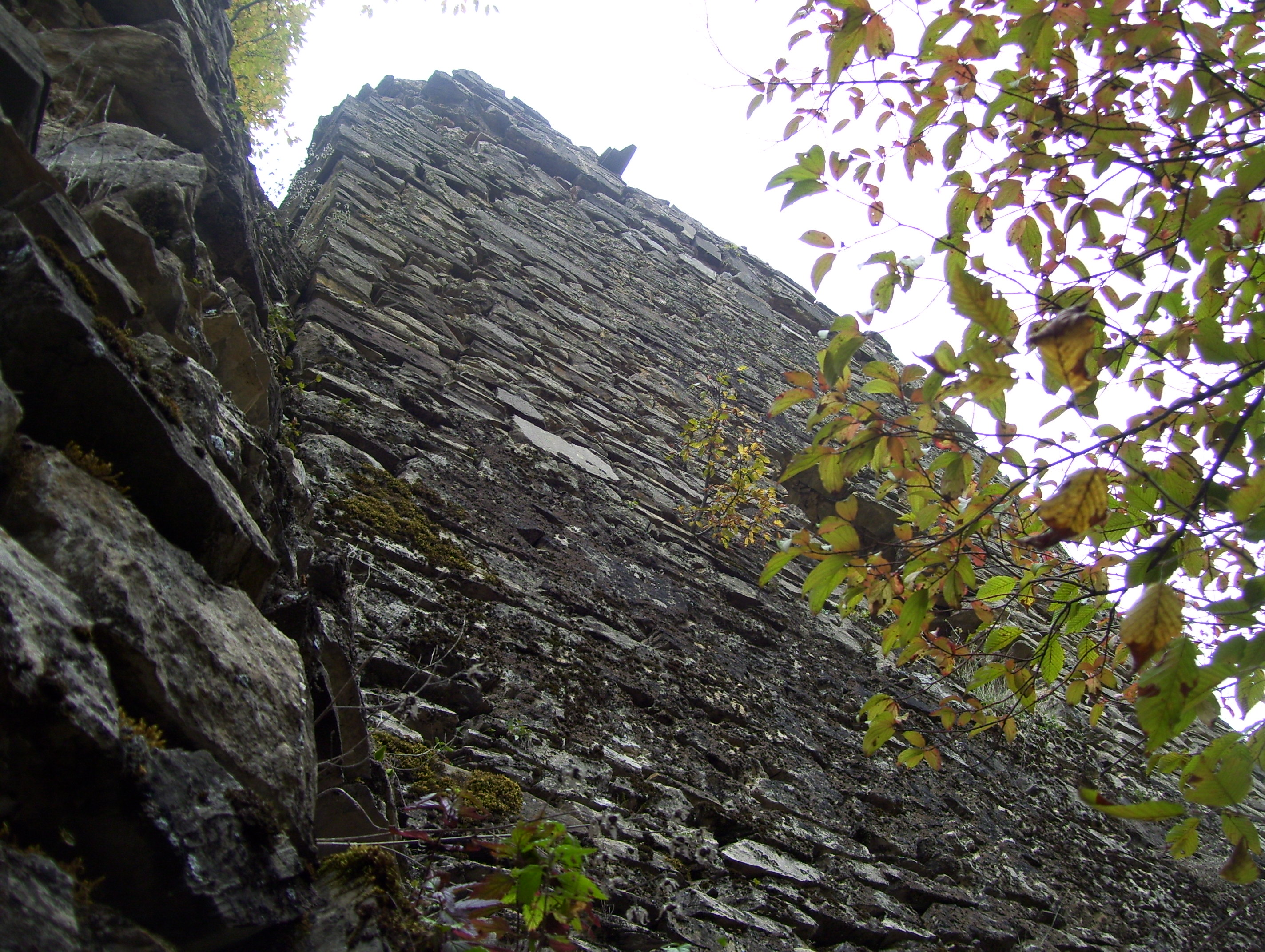
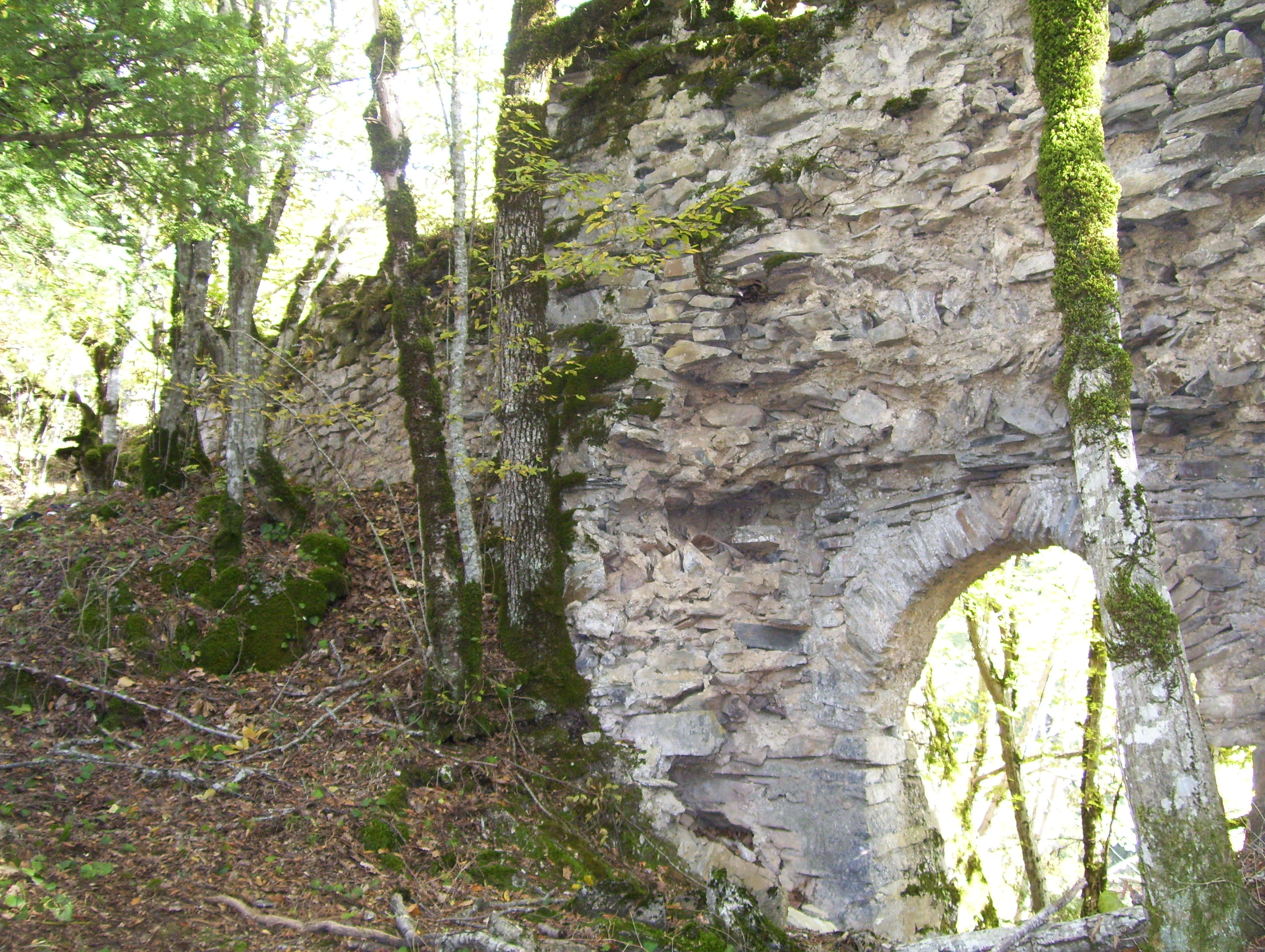
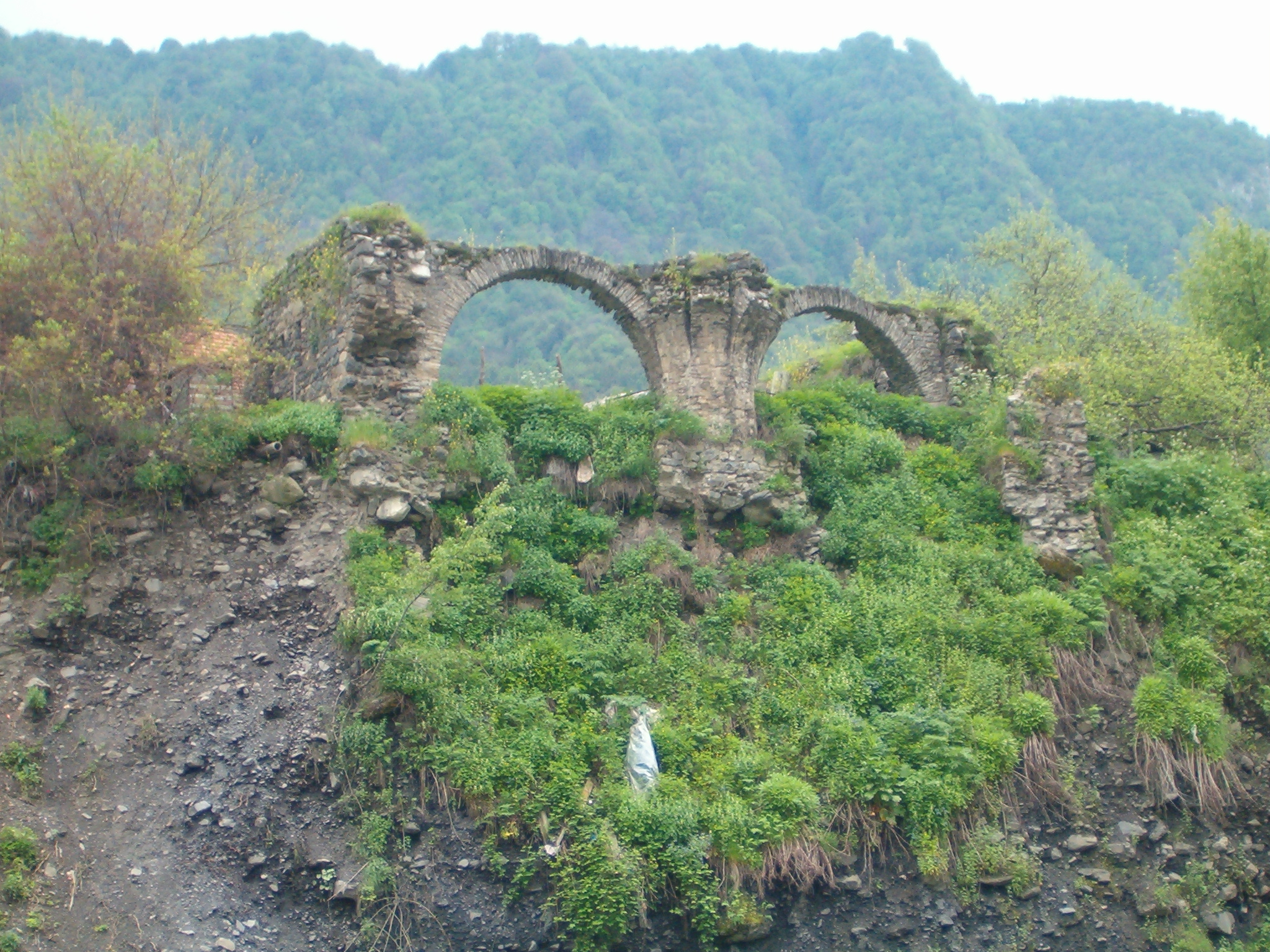
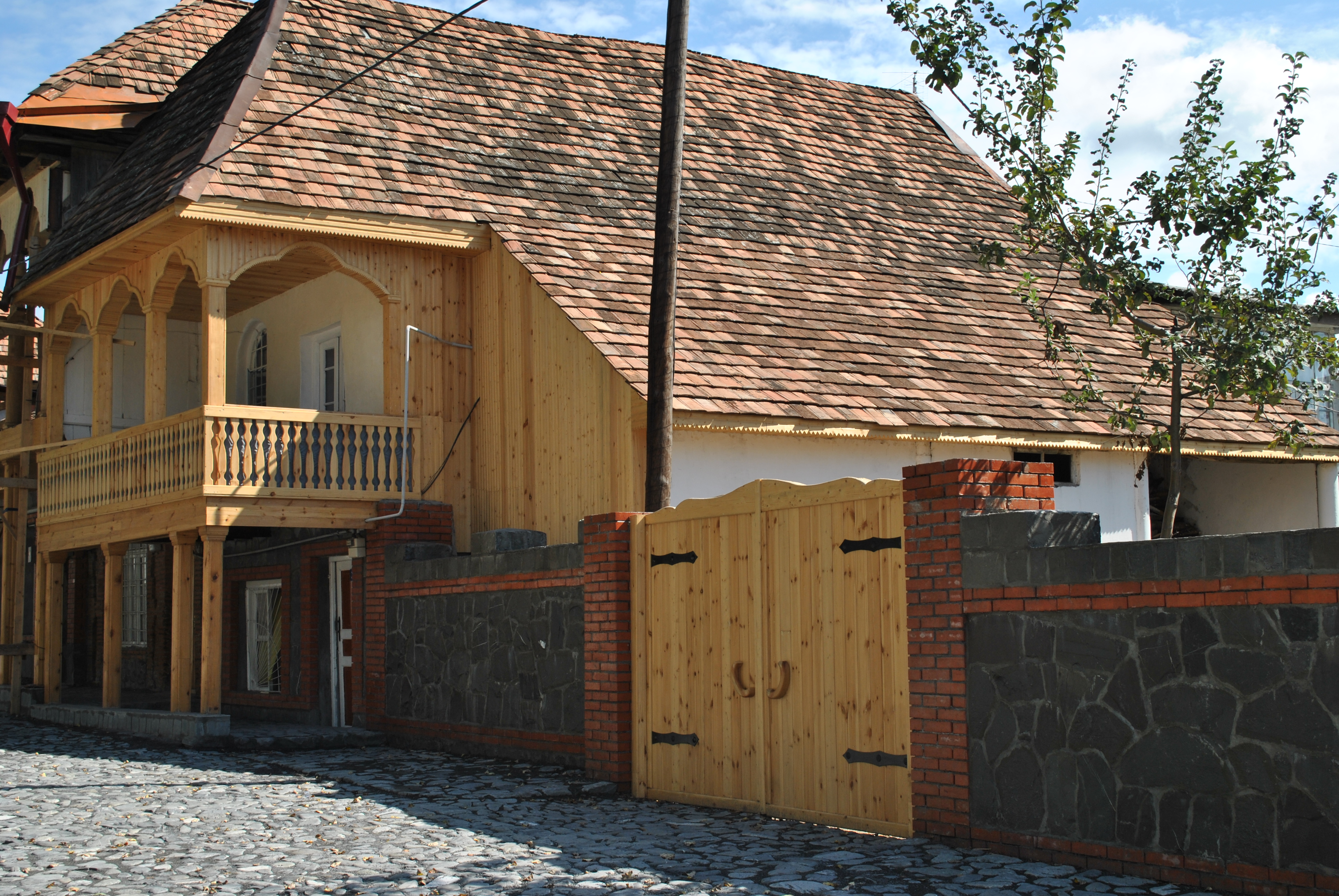
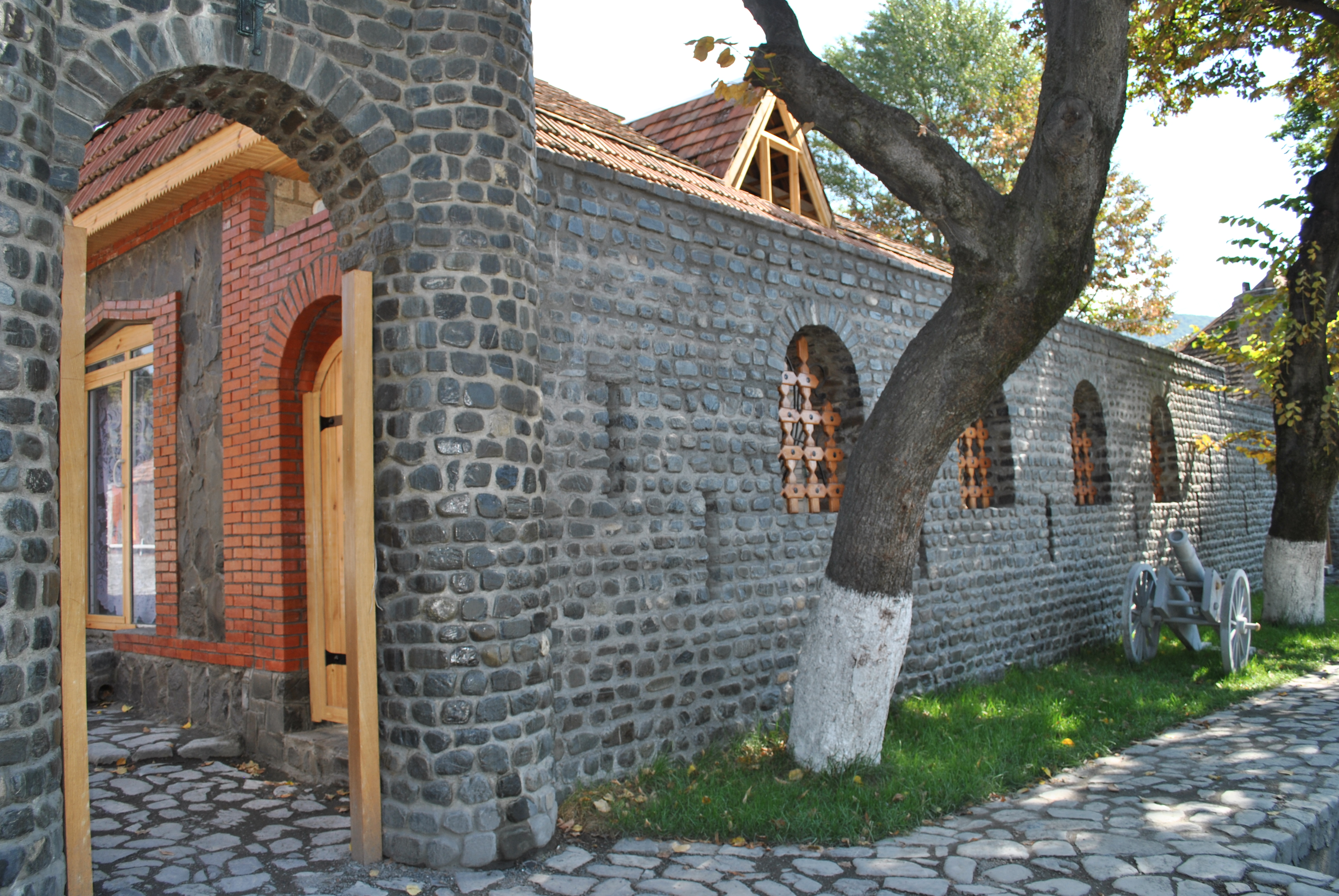
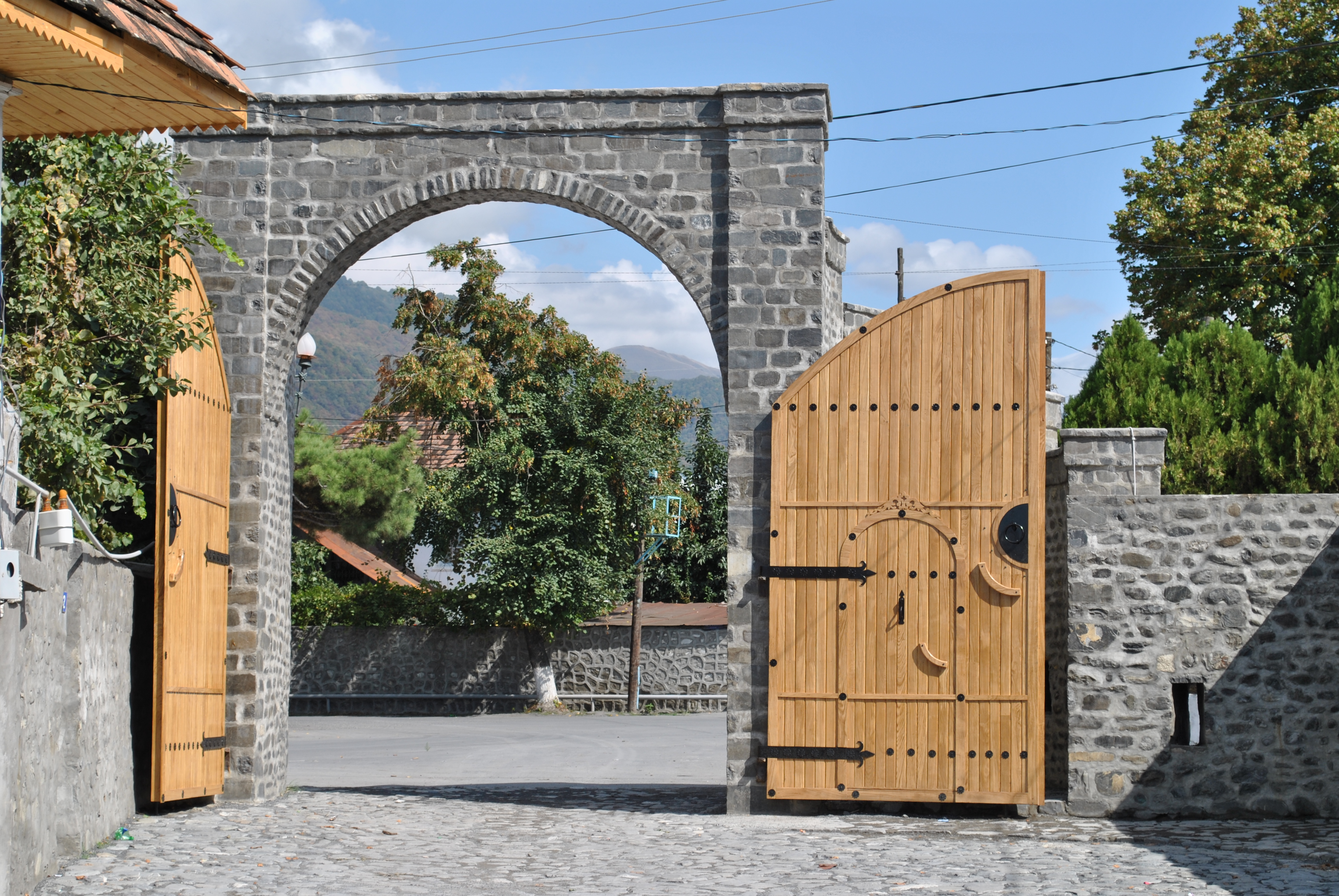